# 哈生别克·赛依提江
哈生别克·赛依提江（1927年8月1日—2008年8月1日），又名哈生别克·色依提江，哈萨克族，新疆额敏县人，中华人民共和国政治人物。

## 生平
1945年8月14日，哈生别克在额敏县加入三区革命青年团，在额敏县哈族中学任教（1946年起任教务主任）。1950年1月在乌苏县文教科任科长。同年11月6日，加入中国共产党。1956年4月23日，中共乌苏县第一次党代会上当选为中共乌苏县第一届委员会副书记，1958年起兼任政协主席，1959年2月起任中共乌苏县委书记处副书记。1960年7月，调任塔城专署副专员、中共塔城地委常务委员。1962年3月，升任塔城地委副书记、行署专员（罗美玉为副专员）。1967年2月至1968年任塔城地区生产指挥部办公室副主任。文化大革命期间受到冲击。1973年4月，出任中共塔城地委副书记。1975年9月，任中共伊犁州党委常委、副书记、伊犁革命会副主任。1978年5月，任新疆维吾尔自治区人民检察院检察长（至1979年2月）。1979年4月，改任中共伊犁州党委常委、副书记、革委会主任。1983年5月至1986年4月，任伊犁州党委常委、副书记（期间1983年5月至1985年9月兼任伊犁州政协主席）。1986年4月，任新疆维吾尔自治区顾问委员会常委。1994年1月，离职休养。2008年8月1日，因病在伊宁逝世。